# ドン・ローレンス・ミルズ
ドン・ローレンス・ミルズ（Donn Laurence Mills, 1932年 - 1990年2月3日）は、アメリカ合衆国の音楽教育家、指揮者。
ノースウェスタン大学とイーストマン音楽学校で音楽を学んだあと、オクラホマ大学を含むアメリカの主要大学のオーケストラを指揮。
1983年から1986年までアーバインのヤマハ音楽センターのディレクターを務めた。
1985年にカピストラーノ・バレー交響楽団を設立して音楽監督を務め、1986年よりカリフォルニア州オレンジのチャップマン大学音楽学部の学部長を兼務したが、在任中にサン・クレメンテの自宅で骨髄炎のために死去。